# Boudrac
 Boudrac  là một xã thuộc tỉnh Haute-Garonne trong vùng Occitanie ở tây nam nước Pháp. Xã nằm ở khu vực có độ cao trung bình 498 mét trên mực nước biển.
Sông Gesse tạo thành phần lớn ranh giới phía tây thị trấn.